# Staré Bříště
Staré Bříště (en allemand : Alt Briescht) est une commune du district de Pelhřimov, dans la région de Vysočina, en Tchéquie. Sa population s'élevait à 82 habitants en 2024.

## Géographie
Staré Bříště se trouve à 5 km au sud-ouest de Humpolec, à 12 km au nord-est de Pelhřimov, à 19,5 km au nord-ouest de Jihlava à 95 km au sud-est de Prague.
La commune est limitée par Komorovice et Bystrá au nord, par Humpolec et Ústí à l'est, par Mysletín au sud et par Mladé Bříště à l'ouest.

## Histoire
La première mention écrite de la localité date de 1437.

## Administration
La commune se compose de deux sections :
- Staré Bříště
- Vlčí Hory

## Transports
Par la route, Staré Bříště se trouve à 8 km de Humpolec, à 14,5 km de Pelhřimov, à 26 km de Jihlava à 155 km de Prague.